# Noctua fumata
Noctua fumata là một loài bướm đêm trong họ Noctuidae.